# هيروشي اوكادا
هيروشي اوكادا (باليابانية: 岡田博) (و. 1912 – 2001 م) هو طبيب باطني، من اليابان، ولد في كيوتو، توفي عن عمر يناهز 89 عاماً.

## التعليم
تعلم في جامعة ناغويا.

## مناصب وهيئات
أدار جامعة ناغويا.